# Louis Bruyère
Pour les articles homonymes, voir Bruyère (homonymie).
Louis Bruyère est un ingénieur français, né le 19 mai 1758 à Lyon, décédé le 31 décembre 1831 à Paris. Professeur à l'École des ponts et chaussées, directeur général des travaux publics de Paris (1809-1820), inspecteur général des ponts et chaussées. Il a exécuté le canal de Saint-Maur, en partie souterrain (1808-1811), a rétabli la machine de Marly et a dirigé à Paris une foule de grands travaux.

## Biographie
Louis Bruyère était issu d'une famille bourgeoise de Lyon. Il reçut une formation d'architecte avant d'obtenir son diplôme d'ingénieur à l’École royale des ponts et chaussées de Paris où il fut reçu en 1783.

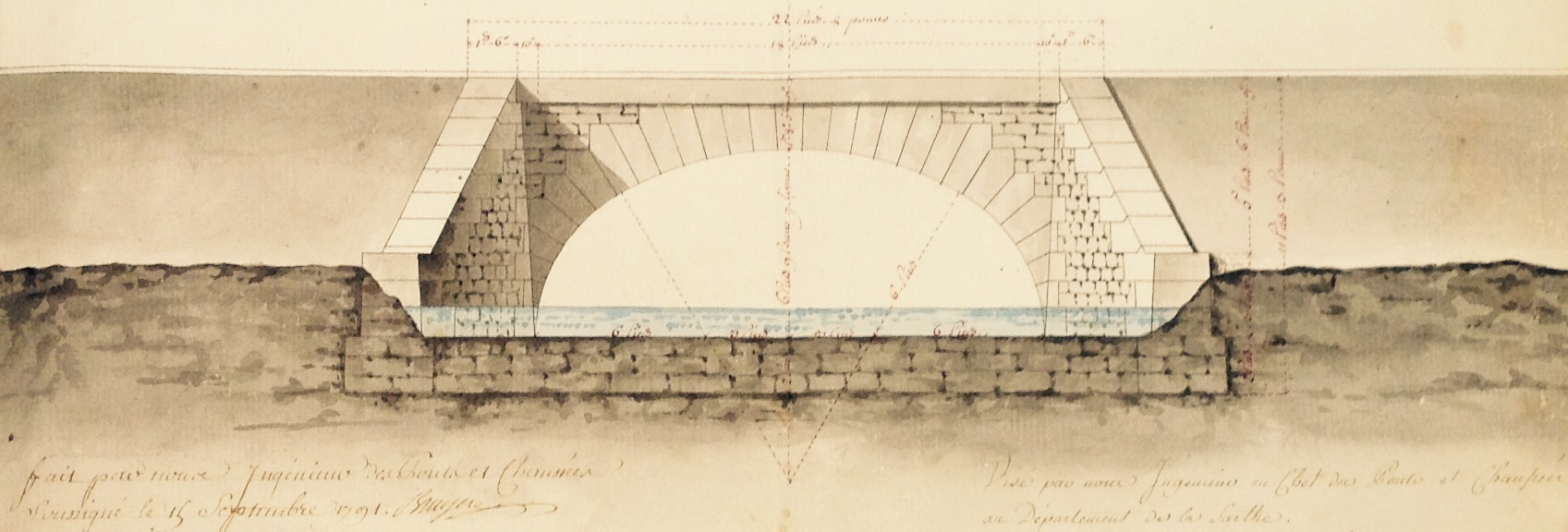
Élévation du pont de Blèves par Louis Bruyère en 1791

Après avoir été nommé comme ingénieur ordinaire à Tours (1786) il fut nommé au Mans (1789), où il réalisa des routes et ponts à Péray, Blèves et Mamers, et où il réaménagea en particulier les Quinconces des Jacobins. Une rue du Mans porte son nom.
Il enseigna, dès 1799 à l’École des Ponts et Chaussées en qualité de professeur pour la stéréotomie et l’art des constructions. À la même période, il fut chargé de la fonction de secrétaire du Conseil général des ponts et chaussées.
À cette époque Napoléon commençait à donner une impulsion puissante à toutes les parties de l’administration publique. De grands travaux de tous genres étaient entrepris dans l’étendue du vaste empire.
M. Jean-Pierre de Montalivet, ayant quitté la direction générale des Ponts et Chaussées pour le ministère de l’Intérieur, voulut donner à l’Administration de grands ouvrages civils, qui s’exécutaient alors dans la capitale, plus d’activité et de ressort.
Sur sa proposition, Louis Bruyère fut nommé, par décret impérial du 13 janvier 1811, maître des requêtes au Conseil d'État et directeur général des travaux publics de Paris. Il avait 53 ans et exerçait depuis 25 ans la profession d’ingénieur. Il fut créé chevalier de l'Empire le 2 mai suivant.
Les travaux exécutés sous la direction de Louis Bruyère s’élèvent à près de 60 millions, dont 30 millions pour le compte de la ville de Paris. On citera principalement les abattoirs, les nouveaux marchés, l’entrepôt général des vins, le collège d'Harcourt et la Bourse.
Se basant sur les exemples étrangers et sur une étude approfondie de la nature et de la destination de chaque édifice, Louis Bruyère fit de l'entrepôt général des vins, des marchés, des abattoirs, un ensemble de dispositions nouvelles parfaitement adaptées aux usages auxquels ces monuments sont consacrés.
Il publia, dans la dernière année de sa vie, un ouvrage sous le titre d’études relatives à l’art des constructions, recueil des principaux fruits de ses recherches et de quelques autres écrits et particulièrement d'un rapport sur les moyens de fournir l’eau nécessaire à la ville de Paris, publié en 1804.
À la fin de l’année 1819, les attaques de goutte auxquelles il était sujet étaient devenues plus fréquentes et plus douloureuses. Il renonça aux fonctions de directeur général des travaux publics de Paris. Le ministre de L’Intérieur refusa pendant plusieurs mois, d’accepter sa démission, et ce ne fut que le 10 mars 1820 qu’une ordonnance du roi nomma à sa place Hely-d’Oifsel. Louis Bruyère exerça alors les fonctions d’inspecteur général des Ponts et Chaussées qu’il a conservées jusqu’en 1830.
Lorsqu’il quitta en 1820 ses fonctions de directeur général des travaux de Paris, le Conseil municipal reconnut les services qu’il avait rendus à la ville, et lui accorda une pension viagère de cinq mille francs.

## Famille
Louis Bruyère épouse en 1795 Élise Le Barbier, fille du peintre Jean-Jacques-François Le Barbier, dit « Le Barbier l’Aîné », qui s'affirme comme une peintre de fleurs réputée. Ils ont cinq enfants :
- - Élisabeth Bruyère (1795-1821) épouse Jacques Mallet (1787-1869), ingénieur en chef des ponts et chaussées et politicien français, vice-président du conseil des Ponts et Chaussées, sénateur de Rouen[4].
    - Laure Mallet (1815-1881), mariée avec son oncle, Charles Bruyère,
    - Henriette Mallet (née en 1818), mariée à François Charles Fournier (1806-1864), intendant militaire.

  - Étiennette Jeanne Bruyère (1800-1877), mariée à Jean Joseph Pierre Vigoureux (1784-1857), ingénieur en chef des ponts et chaussées pour la construction du canal latéral à la Loire,
  - Louise Antoinette Bruyère (née en 1805), mariée à Pierre François Dausse (1793-1865), conseiller référendaire à la Cour des comptes[5].
    - Jeanne Louise Dausse (1835-1892)

  - Jean Marie Charles Bruyère (1806-1876), élève de l'École polytechnique (X 1825) et de l'école d'artillerie de Metz en 1827, officier d'artillerie, mariée avec sa nièce, Laure Mallet.
  - Eugène Léopard Bruyère (1810-1872), architecte, membre de la Société centrale des architectes en 1843, marié à Félicie Huvé (1823-1872), fille de Jean-Jacques-Marie Huvé (1783-1852) architecte, et petite-fille de l'architecte Jean-Jacques Huvé.
    - Louis-Charlotte Bruyère (1849-1879)
    - Cécile Bruyère (1845-1909), première abbesse de Solesmes.

## Publications
- Études relatives à l'art des constructions, chez Bance aîné, Paris, 1823, tome 1, 1828, tome 2

## Armoiries
| Figure | Blasonnement |
|        | Armes de chevalier de l'Empire (2 mai 1811) De sinople à la barre cousue du tiers de l'écu de gueules au signe des chevaliers légionnaires, accompagné en chef d'une équerre d'or, et en pointe d'un lévrier assis contourné d'argent; pour livrées : les couleurs de l'écu |

## Distinctions
- Officier de la Légion d'honneur[Quand ?]le 12 août 1814[8].